# فونت تغییرپذیر

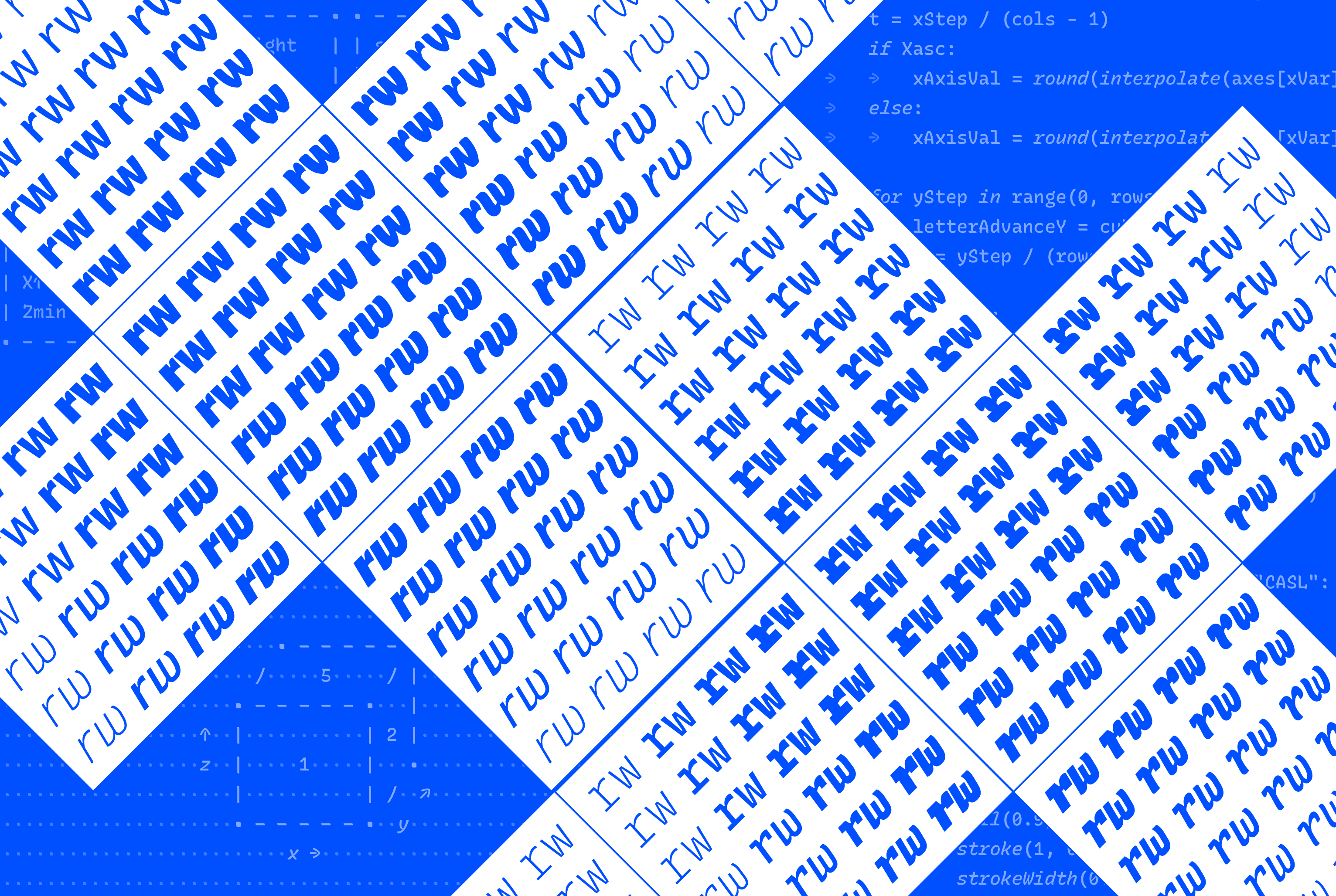
فونت تغییرپذیر

فونت‌های تغییرپذیر اُپن‌تایپ (انگلیسی: OpenType variable fonts) قابلیتی هست که روی اپن‌تایپ نسخه ۱.۸ اضافه شد. در تاریخ ۱۴ سپتامبر ۲۰۱۶ شرکت‌های ادوبی، اپل، گوگل و مایکروسافت تکنولوژی‌ای معرفی کردند که با استفاده از یک فایل فونت، طیف گسترده‌ای از انواع طراحی را در خود جای می‌دهد.